# بکششامشون
بکششامشون (به مجاری:  Békéssámson) یک منطقهٔ مسکونی در مجارستان است که در ناحیه اوروش‌هازا واقع شده‌است. بکششامشون ۷۱٫۲۵ کیلومتر مربع مساحت و ۲٬۳۸۱ نفر جمعیت دارد.